# Soultzeren
Soultzeren (deutsch Sulzern, elsässisch Sulzere) ist eine französische Gemeinde mit 1152 Einwohnern (Stand 1. Januar 2022) im Département Haut-Rhin in der Region Grand Est (bis 2015 Elsass). Sie gehört zum Kanton Wintzenheim und zum Gemeindeverband Vallée de Munster.

## Geografie
Soultzeren liegt im oberen Münstertal in den elsässischen Vogesen. Der Forlenweiher (Lac des Truites) und der Sulzerner See (französisch Lac Vert) sind kleine Bergseen, die von einem eiszeitlichen Gletscher zeugen. Durch Soultzeren fließt der Quellbach Fecht. Das Gemeindegebiet gehört zum Regionalen Naturpark Ballons des Vosges.
|  |  |

## Geschichte
Von 1871 bis zum Ende des Ersten Weltkrieges gehörte Sulzern als Teil des Reichslandes Elsaß-Lothringen zum Deutschen Reich und war dem Kreis Colmar im Bezirk Oberelsaß zugeordnet.

## Bevölkerungsentwicklung
| Jahr                                           | 1910 | 1962 | 1968 | 1975 | 1982 | 1990 | 1999 | 2007 | 2017 |
| ---------------------------------------------- | ---- | ---- | ---- | ---- | ---- | ---- | ---- | ---- | ---- |
| Einwohner                                      | 1380 | 1057 | 1070 | 1061 | 969  | 1024 | 1088 | 1165 | 1121 |
| Quelle: Gemeindeverzeichnis, Cassini und INSEE |      |      |      |      |      |      |      |      |      |